# Poliothyrsis sinensis
Poliothyrsis es un género monotípico de plantas  perteneciente a la familia Salicaceae. Su única especie:  Poliothyrsis sinensis Oliv., es originaria de China.

## Descripción
Son árboles, que alcanza un tamaño de 7-15 m de altura, de corteza gris-marrón, las ramas pubescentes por primera vez con cortos pelos crespos, más tarde glabras. Pecíolo de 2-6 cm, inicialmente pubescentes, glabrescentes; la lámina de la hoja verde el envés, de color verde oscuro y brillante adaxialmente, ovadas o ovado-oblongas, a veces ovado-cordadas, de 8-18 × 4-10 cm, densamente parecida al papel, venas laterales 5 o 6 parejas, base redondeada o cordiforme, margen serrado, ápice agudo u obtuso y contratación gradualmente a una visión corta. Las inflorescencias en panículas de 10-20 cm, raquis densamente tomentoso. Pedicelos de 2-3 mm de flores masculinas y 4-6 en flores pistiladas; brácteas lanceoladas, a 4 mm, muy pronto caducas; bractéolas similar, pero mucho más pequeño, 1-1,5 mm.  Cápsula ovoide. Semillas comprimidas planas. Fl. Junio-julio, fr. Mayo-septiembre.

## Distribución y hábitat
Se encuentra en los bosques mixtos de hoja ancha perennifolias y caducifolias ,  en las laderas de las montañas o al pie de las montañas, a una altitud de 400 - 1500 m en Anhui, Fujian, Gansu, Guangdong, Guizhou, Henan, Hubei, Hunan, Jiangsu, Jiangxi, Shaanxi, Sichuan, Yunnan, 
y Zhejiang.

## Taxonomía
Poliothyrsis sinensis fue descrita por Oliv. y publicado en Hooker's Icones Plantarum 19: , pl. 1885. 1889.